# Point of Departure (Gary McFarland)
| Recensione | Giudizio |
| ---------- | -------- |
| AllMusic   |          |

Point of Departure è un album a nome The Gary McFarland Sextet, pubblicato dalla casa discografica Impulse! Records nel febbraio del 1964.

## Tracce

### LP
Lato A (AS-46-A)
1. Pecos Pete – 5:19 (musica: Gary McFarland) – Registrato il 6 settembre 1963
2. Love Theme from David and Lisa – 2:34 (musica: Mark Lawrence) – Registrato il 6 settembre 1963
3. Sandpiper – 7:44 (musica: Gary McFarland) – Registrato il 6 settembre 1963
4. Amour tormentoso – 3:26 (musica: Gary McFarland) – Registrato il 5 settembre 1963

Lato B (AS-46-B)
1. Schlock - House Blues – 6:17 (musica: Gary McFarland) – Registrato il 5 settembre 1963
2. I Love to Say Her Name – 5:05 (musica: Gary McFarland) – Registrato il 6 settembre 1963
3. Hello to the Season – 6:54 (musica: Gary McFarland) – Registrato il 6 settembre 1963

## Musicisti
The Gary McFarland Sextet:
- Gary McFarland – vibrafono
- Richie Kamuca – sassofono tenore, oboe
- Jimmy Raney – chitarra
- Willie Dennis – trombone
- Steve Swallow – contrabbasso
- Mel Lewis – batteria

Note aggiuntive
- Bob Thiele – produttore
- Registrazioni effettuate il 5 e 6 settembre 1963 al RCA Studios di New York City, New York
- Bob Simpson – ingegnere delle registrazioni
- Pete Turner – foto copertina frontale album originale
- Martin Williams – foto interno copertina album originale, note interno copertina album originale
- Robert Flynn / Viceroy – design copertina frontale album originale
- Joe Lebow – design interno copertina album originale